# Chris Atkinson
Pour les articles homonymes, voir Atkinson.
Christopher Atkinson, né le 30 novembre 1979 à Bega (Australie), est un pilote de rallye australien.

## Biographie
Chris Atkinson a remporté l'Asia Pacific Super 1600 Championship en 2003 et 2004 avant de rejoindre le championnat du monde des rallyes fin 2004 lors de quelques apparitions privées sur une Subaru Groupe N. Il participe aussi au Rallye du Japon sur une Suzuki Ignis S1600 officielle.

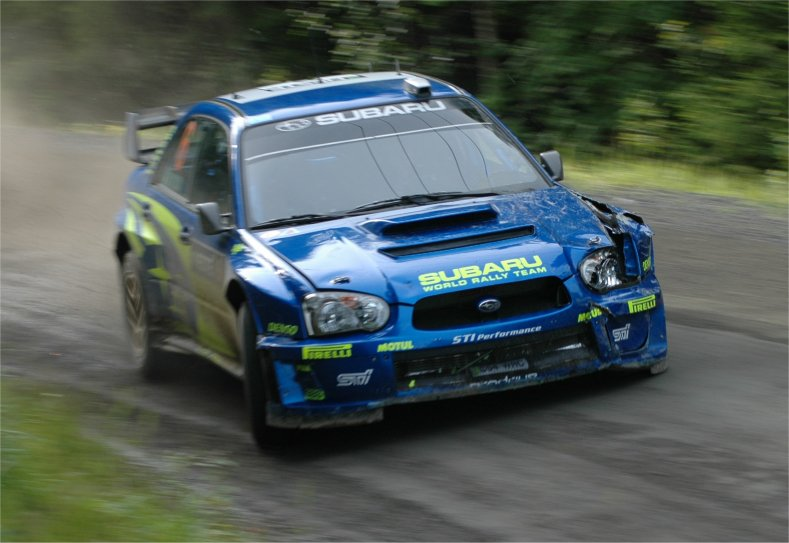
Ch. Atkinson au rallye de Finlande 2005...

En 2005, il dispute le championnat du monde avec l'équipe officielle Subaru. Son meilleur résultat dans cette saison fut une troisième place au Rallye du Japon. Bien que son début de saison fut compliqué, il réalise une bonne fin de saison avec son podium au Japon et une belle 4e place en Australie. Il termine 12e du championnat du monde, avec 15 temps scratchs à son actif.
Subaru lui renouvelle donc sa confiance pour la saison 2006. Il ne finira sur aucun podium, mais gagne en régularité, finissant régulièrement dans les 8 premiers, synonyme de points. Il signe encore son plus beau résultat au Japon, finissant 4e. Au championnat, il pointe au 10e rang. 
En 2007, il commence la saison de façon plus incisive, terminant 4e lors du Rallye automobile Monte-Carlo. Après 5 rallyes il se sépare de Glenn MacNeall, qui ne se sentait plus à 100 % pour le haut niveau. Aux côtés de Chris, on trouve désormais Stéphane Prévot. Toujours aucun podium pour Chris, mais il monte toujours dans la hiérarchie, réalisant de nouvelles 4e place en Finlande et Nouvelle-Zélande. Il termine 7e du championnat.

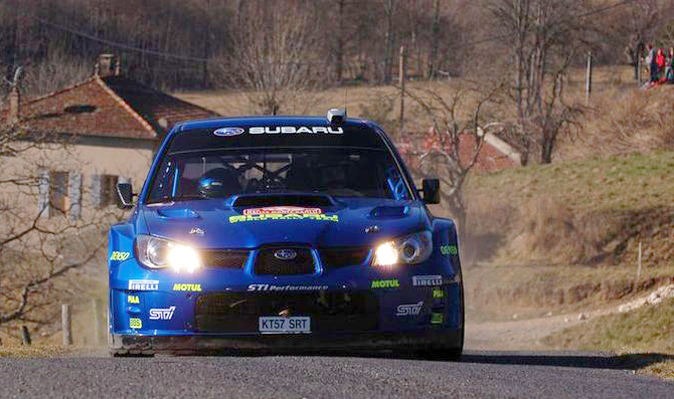
…et au rallye Monte-Carlo 2008.

En 2008, sa saison débute parfaitement. Sur le modèle de Subaru de 2007 qu'il affectionne, il signe 4 podiums en 6 rallyes (Monte-Carlo, Mexique, Argentine, Jordanie) et prend le dessus sur son équiper, Petter Solberg. Malheureusement la Subaru S14, nouveau modèle apparut en cours de saison, n'apporte pas satisfaction à l'équipe; pire les résultats se dégradent et Chris ne signera qu'un nouveau podium, en Finlande. Il finit 5e du championnat avec 50 points, 4 de plus que Solberg. 
Malheureusement, lassée par ses mauvais résultats, Subaru quitte le WRC à la fin de l'année. Chris ne trouve pas de volant pour 2009 mais fera une pige sur une Citroën C4 WRC au Rallye d'Irlande qui se soldera par une belle 5e place finale sur une voiture qu'il découvrait. Il a notamment fait une excellente 2e journée, puisqu'au cumul des chronos de cette seule journée il était 3e, derrière les 2 Citroën officielles, mais devant les 2 Ford. Il pouvait finir 4e sans une sortie de route dans l'avant dernière spéciale. Malgré ce très bon rallye, il ne roulera pas ailleurs.
2010 marque l'année du renouveau pour Chris. En effet la marque malaisienne Proton décide de l'engager pour disputer le championnat d'Asie Pacifique sur une voiture officielle, étant équipier d'Alister McRae. La voiture se montre peu fiable, et Chris ne termine que deux rallyes, sans briller. Grâce aux points d'étapes, il finit 5e du championnat, remporté par Katsuhiko Taguchi. On verra Chris rouler en Europe cette même année. En effet Proton l'a aligné au Rallye d'Ypres mais après 3 spéciales, son moteur l'a lâché. 
Proton lui renouvelle sa confiance pour 2011, toujours en Asie Pacifique. Avec 3 victoires, en Malaisie, Nouvelle-Calédonie et Nouvelle-Zélande, il termine 2e du championnat, battu par son équiper Alister McRae lors des deux dernières manches. Pourtant pour préparer le Rallye d'Hokkaido, Chris avait été aligné par Proton au Rallye Sanremo, manche de l'Intercontinental Rally Challenge, après avoir disputé le Rallye Monte-Carlo dans le même championnat, sans toutefois finir une seule spéciale sur ces deux épreuves européennes ! Sa fin de saison calamiteuse mit un terme à sa collaboration avec Proton. Signalons que la même année, il a fait certaines manches WRC en tant qu'ouvreur pour Ken Block.
En 2012, Block et son équipe, le Monster WRT lui permet de rouler en championnat du monde, lors du Rallye du Mexique. L'expérience sera moyenne, mais Chris revient en Finlande, sur une Citroën DS3 WRC, où il réalise de bien meilleurs temps. C'est alors qu'une surprise arrive non inscrit pour disputer le Rallye d'Allemagne, il est officialisé comme remplaçant le pilote portugais Armindo Araujo une semaine avant le départ dans la Mini officielle engagé par Motorsport Italia sous la bannière WRC Team Mini Portugal. Il devrait disputer la fin du championnat.

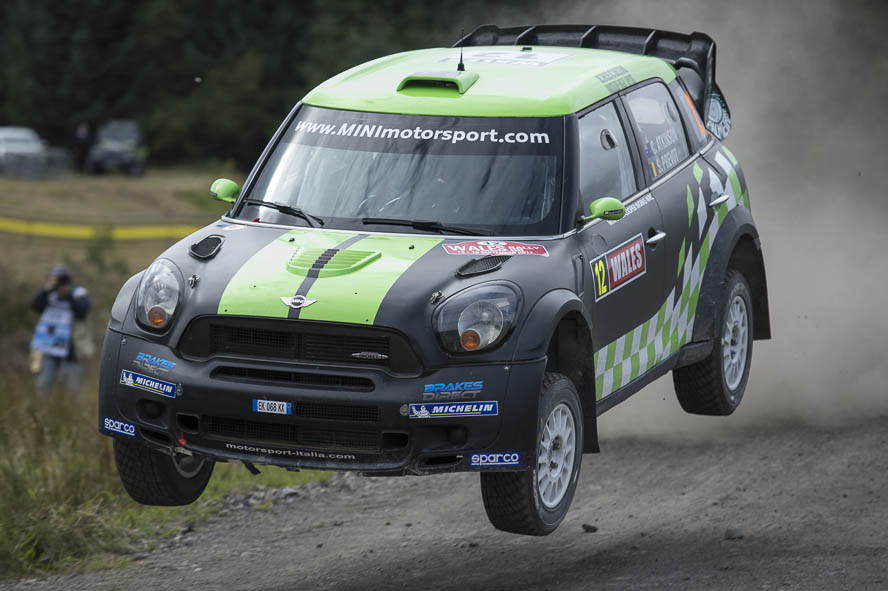
Atkinson au Rallye de Grande Bretagne 2012.

En parallèle, il dispute le championnat d'Asie Pacifique dans l'équipe indienne MRF, sur une Skoda Fabia S2000, face à Proton. Il est associé à l'indien Gaurav Gill et affronte, chez Proton, Alister McRae et Per-Gunnar Andersson. La saison se passe bien puisqu'il a remporté 2 victoires (le Rallye de Whangarei et le Rallye du Queensland, ainsi que deux podiums en Nouvelle-Calédonie et Malaisie.
Il est l'un des trois seuls pilotes australiens (avec Ross Dunkerton et Cody Crocker) à avoir obtenu une licence FIA pour participer au Championnat du monde des rallyes. Il est celui ayant obtenu le plus de podiums (6), devant Dunkerton (2).

## Palmarès

### Titres
| Saison | Titre                                                | Voiture                 |
| ------ | ---------------------------------------------------- | ----------------------- |
| 2003   | Champion d'Asie-Pacifique junior des rallyes (S1600) | Suzuki                  |
| 2004   | Champion d'Asie-Pacifique junior des rallyes (S1600) | Suzuki                  |
| 2011   | Coupe du Pacifique des rallyes                       | Proton Satria Neo S2000 |
| 2012   | Coupe du Pacifique des rallyes                       | Škoda Fabia S2000       |
| 2012   | Champion d'Asie-Pacifique des rallyes                | Škoda Fabia S2000       |

### Victoires

#### Victoires en championnat d'Asie Pacifique des Rallyes
| # | Saison | Rallye                       | Pays             | Copilote        | Voiture                 |
| - | ------ | ---------------------------- | ---------------- | --------------- | ----------------------- |
| 1 | 2011   | Rallye de Malaisie           | Malaisie         | Stéphane Prévot | Proton Neo Satria S2000 |
| 2 | 2011   | Rallye de Nouvelle-Calédonie | France           | Stéphane Prévot | Proton Neo Satria S2000 |
| 3 | 2011   | Rallye de Whangarei          | Nouvelle-Zélande | Stéphane Prévot | Proton Neo Satria S2000 |
| 4 | 2012   | Rallye de Whangarei          | Nouvelle-Zélande | Stéphane Prévot | Skoda Fabia S2000       |
| 5 | 2012   | Rallye du Queensland         | Australie        | Stéphane Prévot | Skoda Fabia S2000       |
| 6 | 2014   | Rallye de Chine              | Chine            | Stéphane Prévot | Volkswagen Golf SCRC    |

## Résultats en championnat du monde des rallyes
| Saison | Rallye | Rallye | Rallye | Rallye | Rallye | Rallye | Rallye | Rallye | Rallye | Rallye | Rallye | Rallye | Rallye | Rallye | Rallye | Rallye | Points | Classement final |
| ------ | ------ | ------ | ------ | ------ | ------ | ------ | ------ | ------ | ------ | ------ | ------ | ------ | ------ | ------ | ------ | ------ | ------ | ---------------- |
| 2004   | MON    | SUE    | MEX    | NZL    | CYP    | GRE    | TUR    | ARG    | FIN    | ALL    | JPN    | GBR    | ITA    | FRA    | ESP    | AUS    | 4      | 16e              |
| 2004   | -      | -      | -      | Ab.    | -      | -      | -      | -      | 33e    | -      | 12e    | -      | -      | -      | -      | 5e     | 4      | 16e              |
|        |        |        |        |        |        |        |        |        |        |        |        |        |        |        |        |        |        |                  |
| 2005   | MON    | SUE    | MEX    | NZL    | ITA    | CYP    | TUR    | GRE    | ARG    | FIN    | ALL    | GBR    | JPN    | FRA    | ESP    | AUS    | 13     | 12e              |
| 2005   | -      | 19e    | Ab.    | 7e     | 18e    | 10e    | 24e    | Ab.    | 9e     | Ab.    | 11e    | 38e    | 3e     | Ab.    | 9e     | 7e     | 13     | 12e              |
|        |        |        |        |        |        |        |        |        |        |        |        |        |        |        |        |        |        |                  |
| 2006   | MON    | SUE    | MEX    | ESP    | FRA    | ARG    | ITA    | GRE    | ALL    | FIN    | JPN    | CYP    | TUR    | AUS    | NZL    | GBR    | 20     | 10e              |
| 2006   | 6e     | 11e    | 7e     | 11e    | 13e    | 6e     | 10e    | 11e    | 8e     | 13e    | 4e     | 9e     | 6e     | 9e     | Ab.    | 6e     | 20     | 10e              |
|        |        |        |        |        |        |        |        |        |        |        |        |        |        |        |        |        |        |                  |
| 2007   | MON    | SUE    | NOR    | MEX    | POR    | ARG    | ITA    | GRE    | FIN    | ALL    | NZL    | ESP    | FRA    | JPN    | IRL    | GBR    | 31     | 7e               |
| 2007   | 4e     | 8e     | 19e    | 5e     | Ab.    | 7e     | 10e    | 6e     | 4e     | 15e    | 4e     | 8e     | 6e     | Ab.    | 42e    | 7e     | 31     | 7e               |
| 2008   | MON    | SUE    | MEX    | ARG    | JOR    | ITA    | GRE    | TUR    | FIN    | ALL    | NZL    | ESP    | FRA    | JPN    | GBR    |        | 50     | 5e               |
| 2008   | 3e     | 21e    | 2e     | 2e     | 3e     | 6e     | Ab.    | 13e    | 3e     | 6e     | Ab.    | 7e     | 6e     | 4e     | Ab.    |        | 50     | 5e               |
|        |        |        |        |        |        |        |        |        |        |        |        |        |        |        |        |        |        |                  |
| 2009   | IRL    | NOR    | CYP    | POR    | ARG    | ITA    | GRE    | POL    | FIN    | AUS    | ESP    | GBR    |        |        |        |        | 4      | 14e              |
| 2009   | 5e     | -      | -      | -      | -      | -      | -      | -      | -      | -      | -      | -      |        |        |        |        | 4      | 14e              |
|        |        |        |        |        |        |        |        |        |        |        |        |        |        |        |        |        |        |                  |
| 2012   | MON    | SWE    | MEX    | POR    | ARG    | GRE    | NZL    | FIN    | GER    | GBR    | FRA    | ITA    | ESP    |        |        |        | 28     | 13e              |
| 2012   | -      | -      | Ab.    | -      | -      | -      | -      | 39e    | 5e     | 11e    | 8e     | 6e     | 7e     |        |        |        | 28     | 13e              |
|        |        |        |        |        |        |        |        |        |        |        |        |        |        |        |        |        |        |                  |
| 2013   | MON    | SWE    | MEX    | POR    | ARG    | GRE    | ITA    | FIN    | GER    | AUS    | FRA    | ESP    | GBR    |        |        |        | 8      | 15e              |
| 2013   | -      | -      | 6e     | -      | -      | -      | -      | -      | -      | -      | -      | -      |        |        |        |        | 8      | 15e              |
|        |        |        |        |        |        |        |        |        |        |        |        |        |        |        |        |        |        |                  |
| 2014   | MON    | SWE    | MEX    | POR    | ARG    | ITA    | POL    | FIN    | GER    | AUS    | FRA    | ESP    | GBR    |        |        |        | 7      | en cours         |
| 2014   | -      | -      | 7e     | -      | -      | -      | -      | -      | -      | 10e    |        |        |        |        |        |        | 7      | en cours         |

## Résultats en Intercontinental Rally Challenge
| 2010 | MON | BRA | ARG | ESP | ITA | BEL | POR | POR | CZE | ESP | ITA | GBR | CYP | 0 | - |  |  |  |
| 2010 | -   | -   | -   | -   | -   | Ab. | -   | -   | -   | An. | -   | -   | -   | 0 | - |  |  |  |
|      |     |     |     |     |     |     |     |     |     |     |     |     |     |   |   |  |  |  |
| 2011 | MON | CAN | COR | UKR | BEL | AÇO | CZE | HUN | ITA | GBR | CHY |     |     | 0 | - |  |  |  |
| 2011 | Ab. | -   | -   | -   | -   | -   | -   | -   | Ab. | -   | -   |     |     | 0 | - |  |  |  |

## Résultats en Asia Pacific Rally Championship
| 2001 | AUS | FRA | NZL | MAS | CHN | THA | -   | -   |  |  |  |  |  |  |  |  |  |  |
| 2001 | Ab. | -   | -   | -   | -   | -   | -   | -   |  |  |  |  |  |  |  |  |  |  |
|      |     |     |     |     |     |     |     |     |  |  |  |  |  |  |  |  |  |  |
| 2002 | AUS | FRA | NZL | JAP | CHN | THA | -   | -   |  |  |  |  |  |  |  |  |  |  |
| 2002 | Ab. | -   | -   | -   | -   | -   | -   | -   |  |  |  |  |  |  |  |  |  |  |
|      |     |     |     |     |     |     |     |     |  |  |  |  |  |  |  |  |  |  |
| 2003 | AUS | NZL | JAP | THA | IND |     | 18  | 5e  |  |  |  |  |  |  |  |  |  |  |
| 2003 | 10e | Ab. | 10e | 7e  | 6e  |     | 18  | 5e  |  |  |  |  |  |  |  |  |  |  |
|      |     |     |     |     |     |     |     |     |  |  |  |  |  |  |  |  |  |  |
| 2004 | AUS | FRA | NZL | JAP | CHN | IND | 27  | 5e  |  |  |  |  |  |  |  |  |  |  |
| 2004 | 10e | 3e  | 12e | 2e  | Ab. |     | 27  | 5e  |  |  |  |  |  |  |  |  |  |  |
|      |     |     |     |     |     |     |     |     |  |  |  |  |  |  |  |  |  |  |
| 2010 | MAS | JAP | NZL | AUS | FRA | CHN | 48  | 5e  |  |  |  |  |  |  |  |  |  |  |
| 2010 | 5e  | Ab. | Ab. | Ab. | -   | 6e  | 48  | 5e  |  |  |  |  |  |  |  |  |  |  |
|      |     |     |     |     |     |     |     |     |  |  |  |  |  |  |  |  |  |  |
| 2011 | MAS | AUS | FRA | NZL | JAP | CHN | 19  | 2e  |  |  |  |  |  |  |  |  |  |  |
| 2011 | 1er | Ab. | 1er | 1er | Ab. | 3e  | 19  | 2e  |  |  |  |  |  |  |  |  |  |  |
|      |     |     |     |     |     |     |     |     |  |  |  |  |  |  |  |  |  |  |
| 2012 | NZL | FRA | AUS | MAS | JAP | CHN | 154 | 1er |  |  |  |  |  |  |  |  |  |  |
| 2012 | 1er | 2e  | 1er | 3e  | -   | 2e  | 154 | 1er |  |  |  |  |  |  |  |  |  |  |

## Victoires en championnat de Chine (CRC)
- 2014: Rallye de Zhangye;
- 2014: Rallye Longgyou (le rallye de Chine).